# Lechův kámen
Lechův kámen je rulová skalka, která se nachází na kopci zvaném Stará Kouřim, asi 700 m východně od středu města Kouřim v okrese Kolín ve Středočeském kraji.

## Poloha a rozměry
Kámen leží přibližně 1 km od průsečíku 15. poledníku východní délky a 50. rovnoběžky severní šířky, který je označován jako astronomický střed Evropy (od něj se například udává čas východu a západu slunce pro Česko). Od kamene se otevírá působivý pohled na panorama města Kouřimi, kterému dominují věže při chrámu sv. Štěpána.
Kámen je 5 metrů vysoký a po obvodu měří okolo 30 m.

## Legenda
Název kamene, který nejspíš pochází až z 19. století, je odvozený od mytického slovanského knížete Lecha, bratra praotce Čecha, který se podle pověsti, uváděné kronikářem Václavem Hájkem z Libočan, v těchto místech usadil se svou družinou a vystavěl zde pevný srub, jejž opevnil trojím valem. Aby jeho bratr věděl, kde se usídlili, aby si v případě napadení mohli být nápomocní, domluvili se, že Lech v místě, kde se usadí, zapálí velký oheň, který budou moci vidět Čech a jeho lidé z hory Říp. A tak Lech učinil a podle kouře, který od ohně stoupal, nazval toto místo Kouřim.

## Historie
V historických pramenech se však toto místo nazývá pouze Kámen Veliký. Dle starší tradice byl Lechův kámen předkřesťanským obětištěm a místem, v jehož blízkosti měly být ve středověku upalovány osoby podezřelé z čarodějnictví. Pouze několik desítek metrů jihovýchodně od kamene probíhá vnější val rozsáhlého slovanského hradiště Stará Kouřim, na němž se rozkládalo hlavní sídlo mocného kmene Zličanů, které vzniklo v první polovině 9. století.

## Pověsti
Místo je opředené mnoha pověstmi. V jedné se praví, že pokud kámen na Štědrý den o půlnoci třikrát obskáčete na jedné noze se zadrženým dechem, kámen se vám otevře a vydá poklady pod ním ukryté.